# Bahr Aouk
Bahr Aouk – rzeka w środkowej Afryce. Stanowi część granicy pomiędzy Czadem a Republiką Środkowoafrykańską.

## Opis
Rzeka posiada swoje źródło w południowo-wschodniej części Czadu w okolicy granicy trzech państw: Czadu, Republiki Środkowoafrykańskiej oraz Sudanu. Przez kolejne około 620 km płynie w kierunku południowo-zachodnim stanowiąc część granicy pomiędzy Czadem i Republiką Środkowoafrykańską. Uchodzi do rzeki Szari około 35 km na południowy wschód od Sarh.
Rzeka na swojej długości posiada duże obszary terenów zalewowych leżące między innymi na terenie Parku Narodowego Manovo-Gounda St. Floris tworząc w porze deszczowej wiele jezior, największym jej dopływem jest Bahr Kameur. Powierzchnia zlewni wynosi 103 577 km².

## Przepływ
Przepływ w zależności od pory roku znacząco się zmienia, i tak od września do grudnia można zaobserwować największy przepływ wody na sekundę, natomiast w okresie od kwietnia do lipca najmniejszy. Średni przepływ (dla zlewni 96 000 km²) zarejestrowany w latach 1952–1974 w stacji pomiarowej w Golongosso oddalonej od ujścia Bahr Aouk do Szari około 35 km na północny wschód przedstawia się następująco:
| Miesiąc     | Średni przepływ m³/s |
| ----------- | -------------------- |
| styczeń     | 72,2                 |
| luty        | 30,9                 |
| marzec      | 19,4                 |
| kwiecień    | 13,1                 |
| maj         | 9,9                  |
| czerwiec    | 14,6                 |
| lipiec      | 17,7                 |
| sierpień    | 47,9                 |
| wrzesień    | 121,9                |
| październik | 196,3                |
| listopad    | 201,2                |
| grudzień    | 146,8                |

Najmniejszy zarejestrowany przepływ dla powyższych pomiarów wynosił 3 m³/s (sierpień) natomiast najwyższy 340 m³/s (listopad).

## Flora
Z roślin porastających tereny rzeki oraz tereny zalewowe można wyróżnić Andropogon, Palczatka, Hyparrhenia, Echinochloa pyramidalis oraz Echinochloa stagnina z rodzaju Chwastnica czy Oryza barthii. Natomiast z roślin, które można spotkać w rejonie rzeki: Faidherbia albida, Vachellia nilotica czy Vachellia sieberiana.